# Vammen Kirke

## Historisk
Vammen Kirke ligger på en banke nordligst i byen og består af romansk apsis, kor og skib med to sengotiske tilføjelser – tårn mod vest og våbenhus ud for syddørren. De romanske bygningsdele er opført af granitkvadre. Tårn og våbenhus, som blev bygget 2-3 hundrede år senere, er langt dårligere arbejde, udført af genbrugte kvadersten og munkesten i broget forvirring, dog har tårnets nordside en smuk bindingsværksgavl. Kirken er meget bred af en landsbykirke at være og er meget enkel og ren i sine linjer.
Der er ikke sket de store forandringer udvendig; men i 1875 blev sydmuren i skib, kor og apsis sat om på grund af omfattende sætninger af kvadermurværket, især på sydsiden og apsis. I den forbindelse blev vinduerne gjort større, så det er altså ikke de originale vinduer, der ses i kirken.

## Interiøret
Begge de oprindelige indgange, der er anbragt usædvanlig langt mod vest, er i behold. Syddøren, der er i brug, har et par frisøjler. Norddøren er tilmuret. I det indre har apsis halvkuppelhvælv, kor og skib er med bjælkeloft.
Når man træder indenfor, er det første, man lægger mærke til, den store gamle altertavle, som hænger på nordmuren. Den er fra 1700-tallet og lavet af den jyske billedskærer Chresten Jacobsen fra Romlund. Den var altertavle indtil 1918, hvor kirken var igennem en større restaurering. På alterbordet står et ganske ejendommeligt lille trækrucifiks med hjerteformet golgathahøj, som oprindelig sad på den gamle altertavle og altså fra samme tid.
Kirken gennemgik i 1952 en hovedistandsættelse ved arkitekt S. Vig-Nielsen. Bl.a blev alterpartiet på ny lavet om. Mosaikvinduet og Kristusfiguren blev fjernet, og i stedet fik man som alterprydelse det nuværende freskomaleri af Stefan Viggo Pedersen, der forestiller Kristus som sejrherre, der kommer til sin menighed her og nu, men som også kommer ved tidernes ende. Den fjernede glasmosaik er hensat på loftet. Det ene sæt stager er fra 1696, det andet helt nyt. Den romanske granitfont er ganske enkel. Prædikestolen er et jævnt snedkerarbejde og er ifølge en skåret indskrift opsat den 29. april 1668.
I våbenhusets vestmur sidder der en romansk ligsten af granit med utydelig majuskelindskrift i to langsgående linjer.

## Klokken
Oppe i tårnet hænger kirkens klokke, der har en smuk klang, men under ringningen i forbindelse med Kong Frederik d. 5.'s død revnede den og blev på bekostning af Generalmajor Lüttichau af Tjele omstøbt i Viborg af Könning i 1766.

## Kirkens ejere
Kirken har siden reformationen haft forskellige ejere; men i 1750 kom den under Tjele og var der indtil 25. november 1914, hvor Vammen menighedsråd var samlet til afslutningssyn og derefter overtog kirken. De sendte den 14. december en takkeskrivelse til kammerherre Lüttichau. Siden reformationen har her været mere end 32 præster.

## Billedgalleri
- Vammen Kirke
- Vammen Kirke interiør
- Vammen Kirke koret
- Vammen Kirke krucifiks

## Eksterne kilder og henvisninger
- Wikimedia Commons har flere filer relateret til Vammen Kirke
- Danmarks kirker Arkiveret 14. august 2009 hos  Wayback Machine
- Vammen Kirke hos KortTilKirken.dk